# Kanton Villemur-sur-Tarn
Villemur-sur-Tarn is een kanton van het Franse departement Haute-Garonne. Het kanton maakt deel uit van het arrondissement Toulouse.

## Gemeenten
Het kanton Villemur-sur-Tarn omvatte tot 2014 de volgende 7 gemeenten:
- Bondigoux
- Le Born
- Layrac-sur-Tarn
- La Magdelaine-sur-Tarn
- Mirepoix-sur-Tarn
- Villematier
- Villemur-sur-Tarn (hoofdplaats)

Na de herindeling van de kantons door het decreet van 13 februari 2014, met uitwerking op 22 maart 2015, omvat het kanton volgende gemeenten :
- Bessières
- Bondigoux
- Le Born
- Bouloc
- Buzet-sur-Tarn
- Castelnau-d'Estrétefonds
- Cépet
- Fronton
- Gargas
- Layrac-sur-Tarn
- La Magdelaine-sur-Tarn
- Mirepoix-sur-Tarn
- Saint-Rustice
- Saint-Sauveur
- Vacquiers
- Villaudric
- Villematier
- Villemur-sur-Tarn
- Villeneuve-lès-Bouloc